# Yolanda Soler
Yolanda Soler est une judokate espagnole née le 9 janvier 1971 à Madrid.

## Biographie
Elle dispute les Jeux olympiques d'été de 1996 à Atlanta où elle remporte une médaille de bronze.

## Palmarès

### Jeux olympiques
- Jeux olympiques d'été de 1996 à Atlanta
  -  Médaille de bronze en -48 kg[1]